# Jämtlands Bryggeri

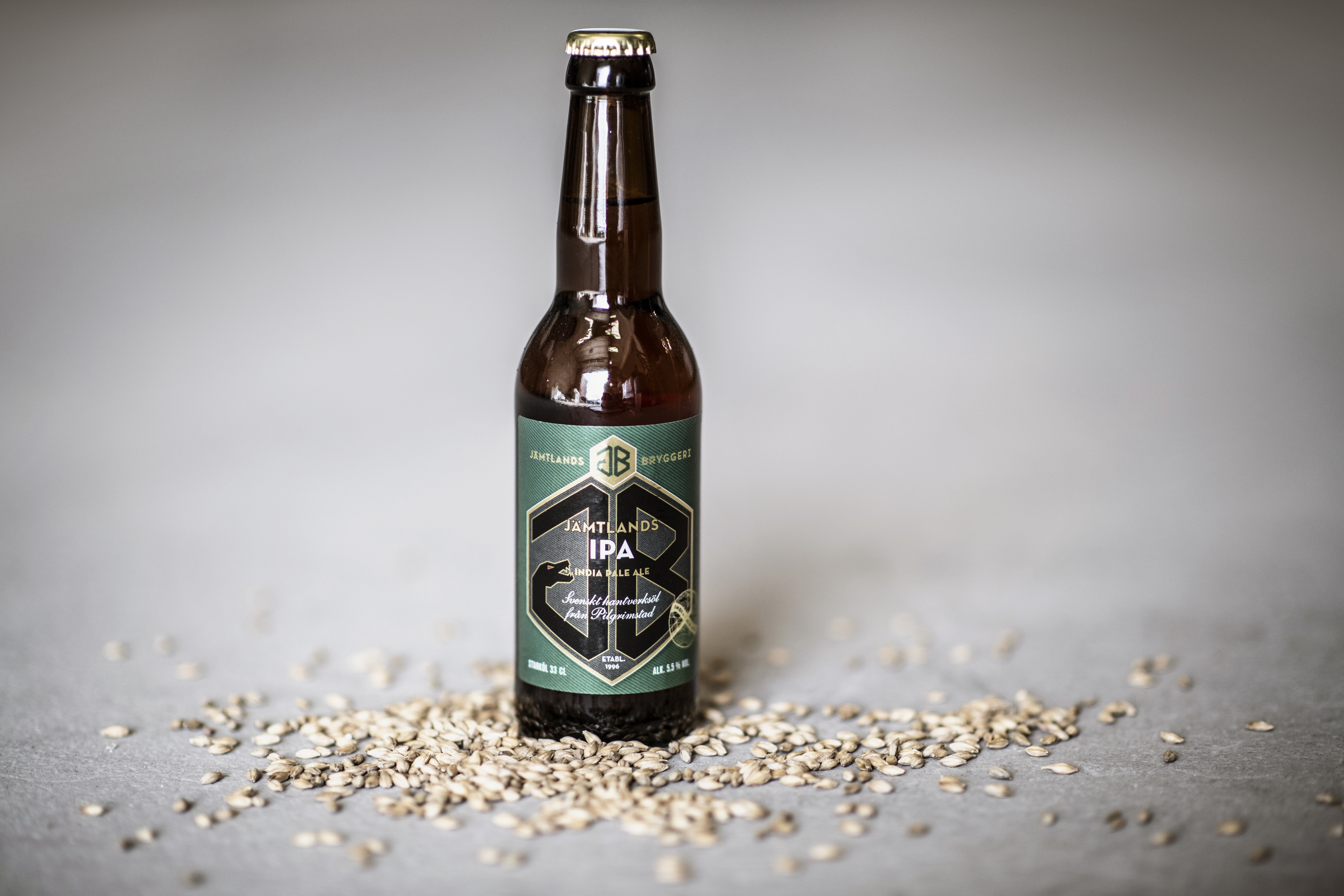
Jämtlands IPA

Jämtlands Bryggeri är ett mikrobryggeri beläget i Pilgrimstad, Jämtland. Bryggeriet har specialiserat sig på färsköl.
Företaget är ett av de första bryggerierna som startade i Sverige och grundades redan 1995. Man bryggde sin första öl i januari 1996. Tillverkningen leds av bryggaren och ölpionjären David Jones. Den årliga produktionen ligger på cirka 850 000 l.
Bland företagets produkter kan nämnas den flerfaldigt prisbelönta ölen Jämtlands Bärnsten och Jämtlands IPA. Fler av Jämtlands Bryggeris öl är bl.a Jämtlands Steamer, Jämtlands President och Jämtlands Coffee Stout, Jämtlands Dry Hop Helles och Jämtlands Baltic Stout. Andra klassiker är Jämtlands Julöl, Jämtlands Påsköl och Jämtlands Påskebrygd, som återkommer säsongsvis sedan många år.

## Utmärkelser
Jämtlands bryggeri har mellan åren 1999 och 2021 tagit mängder av priser på Stockholm beer and whisky festival, Nolia Beer, En Öl & Whiskeymässa m.m.
Jämtlands Bryggeri är idag klassat som Sveriges mest prisbelönta mikrobryggeri.